# Vriesea roethii
Vriesea roethii là một loài thuộc chi Vriesea. Đây là loài đặc hữu của Brasil.

## Hình ảnh

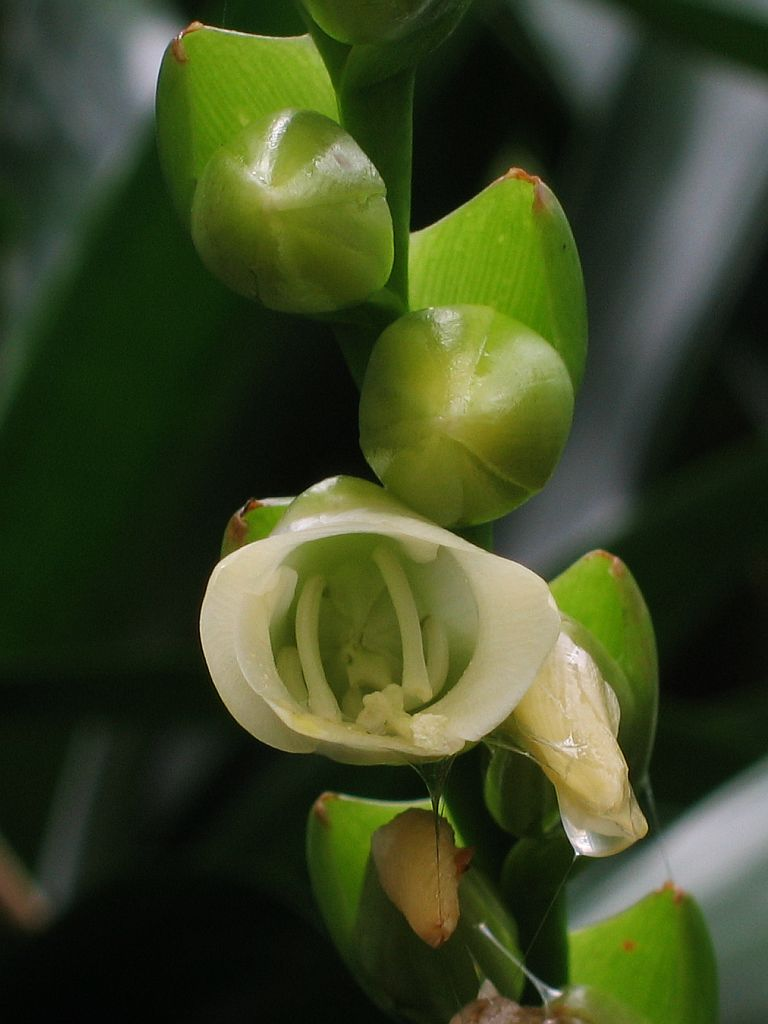
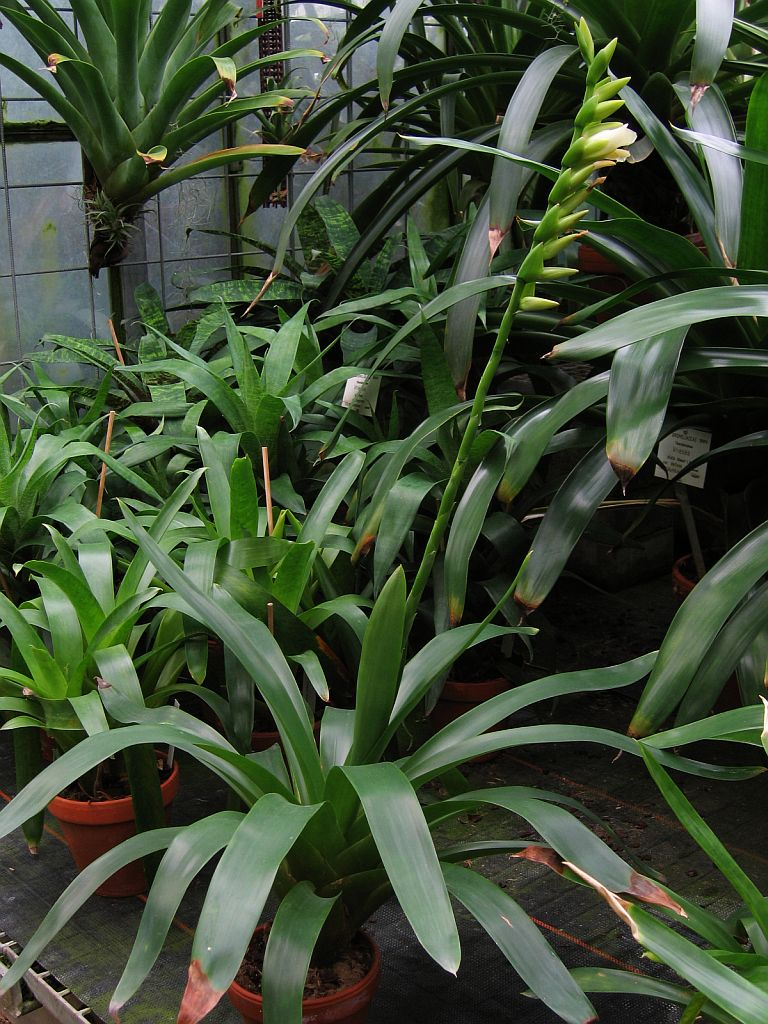
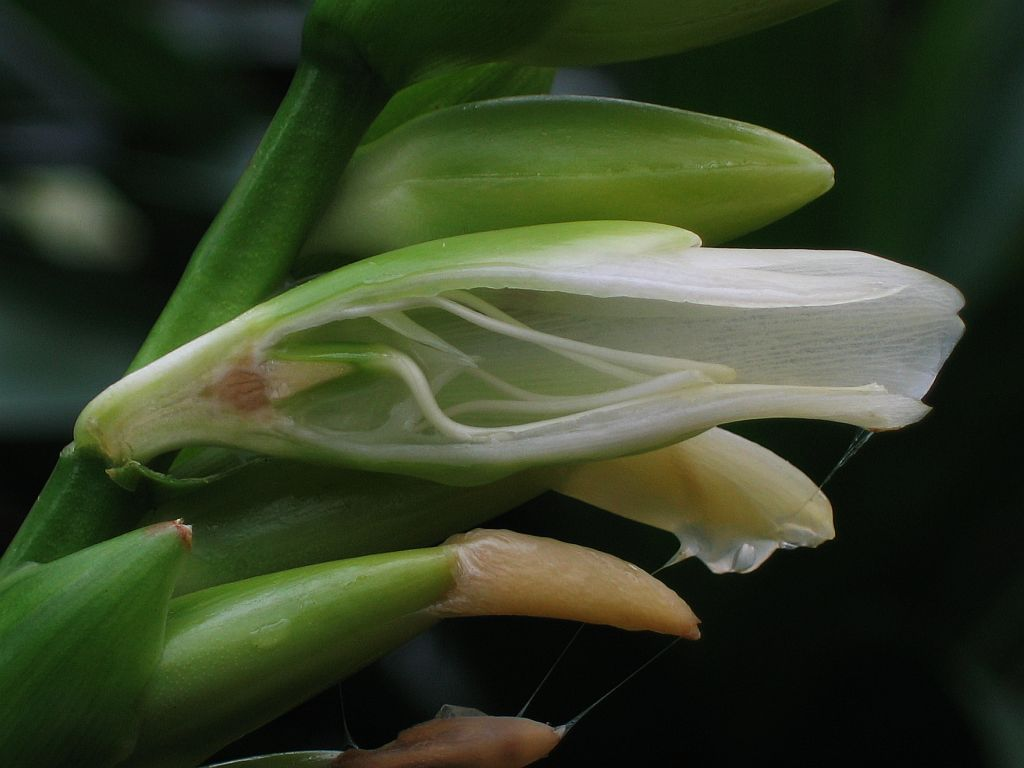
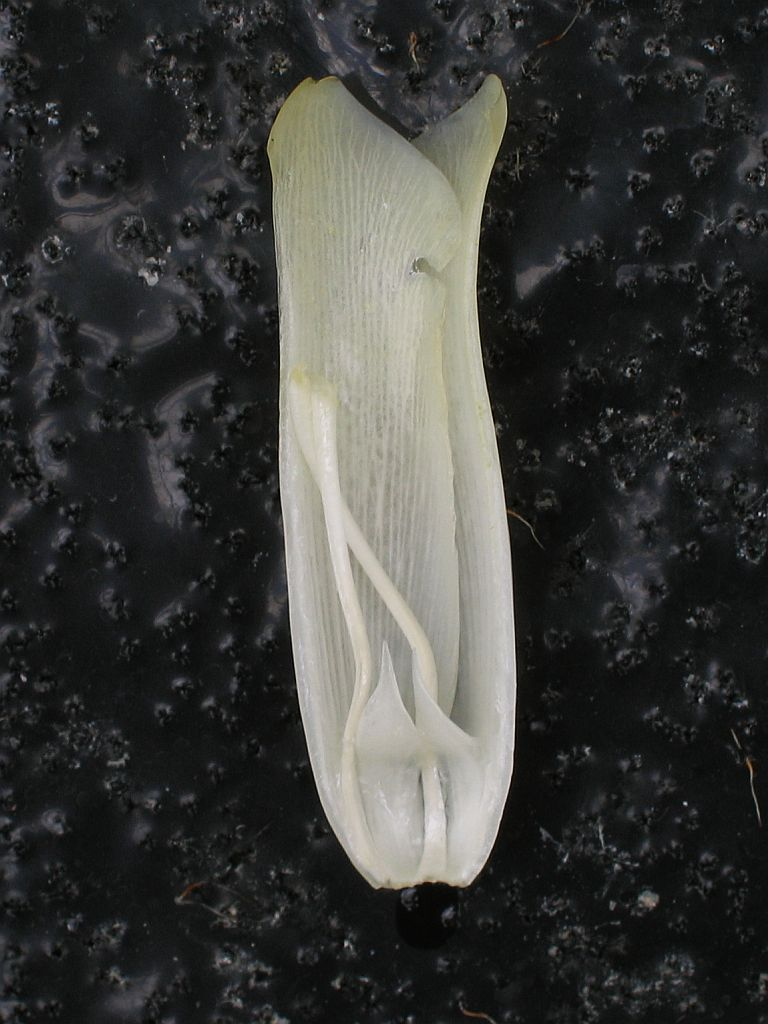